# Fable (игра, 1996)
Fable — компьютерная игра жанра квест в фэнтезийном мире, выпущенная компаниями Telstar Electronic Studios и Sir-Tech Software в 1996 году.

## Сюжет
Действие игры происходит на далёкой планете, мир которой разрушен пришельцами. Игра начинается с разговора главного героя — Гудторпа (англ. Goodthorpe, в первом издании Quicktorpe) с главой небольшого поселения, в котором он жил. Гудторпа посылают на опасную миссию. Ему нужно найти четыре драгоценных магических камня, чтобы, использовав их, спасти мир от разрушения.

### Концовка
В первоначальном издании игры конец был очень неожиданным: оказывалось, что «басню» (англ. Fable, название игры) рассказывал один из заключённых бандитов другим. Но издатель игры, Sirtech, настоял на изменении такого явно непродуманного хода. В итоге игра заканчивается более логично и удовлетворительно для игрока, хотя и не идеально, поскольку время на переработку конца было ограничено.